# Опалинский, Ян (1629)
Ян Опалинский (1629 — 18 февраля 1684) — польский государственный и военный деятель, воевода иновроцлавский (1664—1665), калишский (1665—1678), бжесць-куявский и генеральный староста великопольский (1678—1684).

## Биография
Представитель польского магнатского рода Опалинских герба «Лодзя». Старший сын воеводы калишского Яна Петра Опалинского (1601—1665) и Катарины Лещинской (ок. 1605 — 1664). Младшие братья — Казимир Ян и Пётр Опалинские.
Исполнял обязанности маршалка земского средзского с 1652 года, в 1658 году был назначен королём подкоморием познанским. Вместе со своим отцом участвовал в битвах с восставшими украинскими казаками и шведами, командуя панцирной хоругвью в коронной армии.
В 1661 году Ян Опалинский был назначен комиссаром для определения границ между Польшей, Силезией, Бранденбургом и Померанией, а в 1662 году сейм избрал его комиссаром для переговоров с войсками, собравшими конфедерацию.
В 1664 году Ян Опалинский был назначен воеводой иновроцлавским, а в 1665 году стал воеводой калишским, в 1678 году — генеральный староста великопольский и воевода бжесць-куявский. Во время рокоша Ежи-Себастьяна Любомирского сохранил верность королевской партии. Выступал также на стороне монарха против оппозиции, готовившей государственный переворот во время правления короля Михаила Корибута Вишневецкого.
В 1672 году, несмотря на подписание акта магнатской конфедерации, Ян Опалинский оказался на стороне короля Михаила Корибута Вишневецкого под Голомбом и Люблином. В Голомбской конфедерации не сыграл большой роли, но был назначен комиссаром для открытия королевской казны.
В 1673 году Ян Опалинский принимал участие в хотинской кампании Яна Собеского против турок-османов, получив в награду староства мендзыжецкое, конинскиое и одолянувское.
Славился доблестью и благочестием. В Равиче основал монастырь францисканских реформатов и церковь Святой Троицы в Осечне. Желая привлечь переселенцев в разоренные во время войны поселки, проводил церковную либеральную политику. В 1670 году согласился на заключение браков между лютеранами и католиками, а также на крещение детей в лютеранской церкви в случае согласия обоих родителей.
Скончался 18 февраля 1684 года.
Был женат на гнезненской каштелянке Софии Пшиемской, которая умерла около 1692 года. Брак был бездетен.